# ارالدو باروس
ارالدو باروس (انگلیسی: Eraldo Barros; ۱۳ اوت ۱۹۴۲ – ۱۹ ژوئن ۲۰۱۶) بازیکن فوتبال بود.